# صموئيل شولتز
صموئيل شولتز (بالإنجليزية: Samuel Schultz)‏ هو دراج أمريكي، ولد في 11 ديسمبر 1985 في ميسولا في الولايات المتحدة.

## وصلات خارجية
- صموئيل شولتز على موقع أرشيف الدراجات (الإنجليزية)
- صموئيل شولتز على موقع أوليمبيديا (الإنجليزية)